# Địa vị xã hội
Trong xã hội học và nhân loại học, địa vị xã hội là sự tự hào và uy tín gắn với vị trí của một cá nhân trong xã hội. Nó có thể chỉ thứ bậc hay vị trí của một người trong nhóm, ví dụ như nhóm học sinh, nhóm bạn bè.

## Tổng quan
Địa vị xã hội, là vị trí và thứ bậc của một người trong xã hội, có thể được quyết định theo hai cách. Một cá nhân có thể giành được địa vị xã hội thông qua những thành tựu của bản thân, đây được gọi là địa vị đạt được. Ngược lại, nếu một cá nhân được sắp đặt vào một hệ thống phân tầng do vị trí thừa kế, đó được gọi là địa vị gán cho.
Địa vị gán cho cũng có thể được định nghĩa là một thứ cố định với cá nhân từ khi sinh ra. Địa vị gán cho tồn tại ở mọi xã hội, nó dựa vào giới tính, tuổi tác, chủng tộc, nhóm dân tộc hay xuất thân gia đình. Ví dụ, một người sinh ra trong một gia đình giàu có với những đặc điểm như nổi tiếng, tài năng, địa vị cao thường được đặt rất nhiều kỳ vọng khi lớn lên. Vì thế, họ sẽ được dạy rất nhiều vai trò xã hội, bởi họ đã được sắp đặt xã hội trong một gia đình với những đặc điểm và đặc tính đó.
Địa vị đạt được là những gì mà cá nhân giành được trong cuộc đời và là kết quả của quá trình tĩnh lũy kiến thức, khả năng, kỹ năng và sự kiên trì. Việc làm là một ví dụ về cả địa vị đạt được và địa vị gán cho, nó có thể đạt được thông qua việc học hỏi, tiếp thu những kiến thức và kỹ năng phù hợp để thăng tiến trong công việc, xây dựng một sự định danh xã hội của cá nhân trong nghề nghiệp.